# Pepianch Henikem

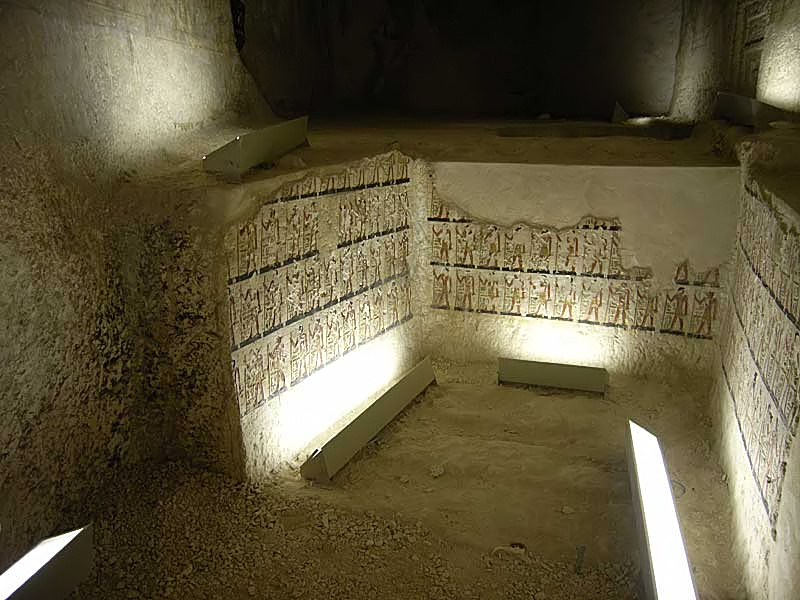
Malereien im Grab des Pepianch Henikem

Pepianch, auch Henikem genannt, war ein bedeutender Beamter im Alten Ägypten zur Zeit der 6. Dynastie. Er ist vor allem von seinem Grab in Meir (A 2) bekannt. Pepianch trug viele wichtige Titel, war aber vor allem Wesir und auch Vorsteher von Oberägypten.
Pepianch Henikem war der Sohn von Nianchpepi, dem Schwarzen, der drei Söhne mit dem Namen Pepianch hatte, von denen wiederum Pepianch Henikem der jüngste war. Alle drei Söhne hatten hohe Ämter inne und sind von ihren Grabanlagen in Meir bekannt. Aus dem Grab von Pepianch Henikem sind weitere Familienmitglieder bekannt, Setnetpepianch war seine Gemahlin. Als Söhne werden Henenit, Heni und Hepi genannt. Die ersten beiden waren auch Statthalter im 14. oberägyptischen Gau.
Die in den Felsen gehauene Grabkapelle des Pepianch Henikem hat sechs Räume, von denen fünf mit Darstellungen dekoriert sind.